# Manol Manolov
Manol Manolov est un footballeur puis entraîneur bulgare né le 4 août 1925 à Kustendil et mort le 16 décembre 2008.
Il évoluait au poste de défenseur.

## Carrière

### Joueur
- 1942-1944 : Ustrem Sofia
- 1944-1948 : Septemvri Sofia
- 1948-1962 : FK CSKA Sofia

### Entraîneur
- 1962-1963 : Tcherno More Varna
- 1965-1966 : Beroe Stara Zagora
- 1969-1974 : CSKA Sofia
- 1979-1980 : Apollon Athènes
- 1980 : Slavia Sofia
- 1981 : Ethnikós Le Pirée
- 1982-1983 : Panserraikos
- 1984-1985 : CSKA Sofia

## Palmarès

### Joueur
- 57 sélections et 1 but en équipe de Bulgarie entre 1950 et 1961
- Médaille de bronze aux Jeux olympiques de 1956 avec la Bulgarie
- Champion de Bulgarie en 1948, 1951, 1952, 1954, 1955, 1956, 1957, 1958, 1959, 1960, 1961 et 1962 avec le CSKA Sofia
- Vainqueur de la Coupe de Bulgarie de football en 1951, 1954, 1955, 1960 et 1961 avec le CSKA Sofia

### Entraîneur
- Champion de Bulgarie en 1971, 1972 et 1973 avec le CSKA Sofia
- Vainqueur de la Coupe de Bulgarie de football en 1972, 1973 et 1985 avec le CSKA Sofia